# Menus propos enfantins
Menus propos enfantins est un recueil de trois courtes pièces enfantines pour piano d'Erik Satie, composé en 1913. 

## Présentation
Menus propos enfantins est daté par Satie du 10 octobre 1913.
La partition est publiée l'année suivante par Eugène Demets et est dédiée à Valentine Gross. 
« Véritable oasis de simplicité », l’œuvre est écrite à destination des enfants (ou des débutants), « "sur les cinq notes", c'est-à-dire pour les mains posées sur les degrés conjoints, sans déplacement ni passage de pouce », et est communément groupée, en compagnie d'Enfantillages pittoresques et de Peccadilles importunes, sous l'appellation générale d'« Enfantines ».

## Structure
Placé « sous le signe de la jovialité », le cahier, d'une durée moyenne d'exécution de trois minutes environ, comprend trois mouvements, émaillés de textes du compositeur « [débordant] de trouvailles originales, échappées à la candeur, à la tendresse, à l'espièglerie » :
1. Le chant guerrier du Roi des haricots — Mouvement de marche
2. Ce que dit la petite Princesse des tulipes — Très lent
3. Valse du chocolat aux amandes — Valse

Anne Rey commente la technique de « ces enfantines réellement puériles. Pour Debussy et Ravel, l'enfant était poète. Pour Satie, il possède avant tout de petites mains. Il ne rougit pas d'écrire sur cinq notes, et sans passages de pouce ».

## Discographie
- Mon ami Satie, « une heure d'humour en compagnie de Claude Piéplu » (récitant), Jean-Pierre Armengaud (piano), Harmonia Mundi, Mandala, MAN 4879, 1991.
- Tout Satie ! Erik Satie Complete Edition[8], CD 5, Aldo Ciccolini (piano), Erato 0825646047963, 2015.
- Satie : Gymnopédies - A Selection of Piano Pieces, Klara Körmendi (piano), Naxos 8.550305[9], 2001.

### Ouvrages généraux
- Guy Sacre, La musique pour piano : dictionnaire des compositeurs et des œuvres, vol. II (J-Z), Paris, Robert Laffont, coll. « Bouquins », 1998, 2998 p. (ISBN 978-2-221-08566-0), p. 2392-2393.
- Adélaïde de Place, « Erik Satie », dans François-René Tranchefort (dir.), Guide de la musique de piano et de clavecin, Paris, Fayard, coll. « Les Indispensables de la musique », 1987, 867 p. (ISBN 978-2-213-01639-9, OCLC 17967083), p. 633.

### Monographies
- Vincent Lajoinie, Erik Satie, Lausanne, Éditions L'Âge d'Homme, 1985 (ISBN 978-2-8251-3228-9).
- (en) Robert Orledge, Satie the composer, New York, Cambridge University Press, coll. « Music in the 20th Century », 1990, 394 p. (ISBN 978-0-521-35037-2).
- Anne Rey, Satie, Paris, Seuil, coll. « Solfèges », 1974, rééd. 1995, 192 p. (ISBN 978-2-02-023487-0 et 2-02-023487-4)